# Bête de la Gargaille
La bête de la Gargaille est une bête féroce qui sévit dans la région d'Alièze, Dompierre et Marnézia, dans le département du Jura, au début du XIXe siècle. 

## Histoire
La première mention connue de la bête de la Gargaille figure dans un bulletin de la société d'émulation du Jura, en 1818.
La rumeur rapporte que le 9 juin 1819, la bête « mordit plusieurs personnes et emporta la moitié de la figure à un berger qui mendie aujourd'hui son pain ». Cette affaire fait beaucoup parler d'elle à l'époque, à une échelle essentiellement régionale, au contraire de la bête du Gévaudan. 
Le lynx boréal étant un félin particulièrement méconnu jusqu'au milieu du XXe siècle, cette ignorance transparaît dans les témoignages : la bête de la Gargaille est désignée tantôt comme un « loup furieux » ou une « louve qui, d'après Buffon, paraît être de l'espèce des loups-cerviers ». Il s'agissait probablement d'un lynx femelle. 
Dès la fin du XIXe siècle, l'affaire de la bête de la Gargaille est jugée « burlesque » par Frère Ogérien,. Selon Patrice Raydelet, les exactions de la bête de la Gargaille ont été volontairement exagérées par le préfet Louis-Enguerrand de Coucy dans son rapport au ministre de la police Élie Decazes, dans le but d'obtenir plus d'argent pour indemniser les victimes et tuer la bête.